# Eriosorus cheilanthoides
Eriosorus cheilanthoides là một loài thực vật có mạch trong họ Adiantaceae. Loài này được (Sw.) A.F. Tryon miêu tả khoa học đầu tiên năm 1966.